# Mesoclistus casalei
Mesoclistus casalei là một loài tò vò trong họ Ichneumonidae.